# 28. март
28. март (28.03) је 87. дан у години по грегоријанском календару (88. у преступној години). До краја године има још 278 дана.

## Догађаји
- 193 — Преторијанска гарда је убила римског цара Пертинакса и потом продала римски престо најиздашнијем понуђачу, сенатору Дидију Јулијану.
- 364 — Римски цар Валентинијан I је именовао свог брата Валенса за свог источног савладара.
- 1776 — У Москви основан театар „Бољшој“, велики театар опере и балета, по угледу на Санкт Петербург, у којем су од четрдесетих година XVIII века извођене оперске представе.
- 1800 — Парламент Ирске усвојио закон о уједињењу Ирске са Великом Британијом.
- 1802 — Хајнрих Вилхелм Олберс је открио 2 Палас, други познати астероид.
- 1814 — Британска краљевска морнарица је поразила Америчку морнарицу у бици код Валпараиса.
- 1850 — Постигнут Бечки књижевни договор између осморице јужнословенских књижевника.[1]
- 1881 — У Бечу потписана „Железничка конвенција“ о изградњи пруге Београд-Ниш. Пруга дуга 243,5 km изграђена 1884, а уз финансијску помоћ страних конзорцијума у Србији до 1890. изграђено 1.060 километара пруге до аустроугарске, бугарске и турске границе.
- 1923 — Два највећа турска града, Константинопољ и Ангора, добили су нове називе: Истанбул и Анкара.
- 1939 — Републиканска војска је у Шпанском грађанском рату предала Мадрид снагама генерала Франка.
- 1941 — Британске поморске снаге у Другом светском рату нанеле тешке губитке италијанској морнарици у бици код рта Матапан.
- 1942 — Британске поморске снаге су изненадним нападом са копна, мора и из ваздуха уништили луку Сен Назер у окупираној Француској, у којој су били усидрени немачки ратни бродови.
- 1945 — Адолф Хитлер сменио Хајнца Гудеријана са положаја начелника Врховне команде копнене војске.
- 1945 — САД признале владу Демократске Федеративне Југославије.
- 1970 — У земљотресу који је разорио турски град Гедиз и околна села у западној Анадолији погинуло најмање 1.100 људи.
- 1973 — Амерички глумац Марлон Брандо одбио да прими "Оскара“ за главну улогу у филму „Кум“, а на церемонију за доделу награде послао индијанску глумицу Сачин Литлфедер да опише патње америчких Индијанаца.
- 1979 — Због делимичног топљења језгра у нуклеарној електрани Острво три миље код Харисбурга у околину је пуштено око 1,59 PBq радиоктивног криптона.
- 1979 — Британски премијер Џејмс Калахан је изгубио на гласању у Дому комуна о поверењу његовој влади за један глас након што је његова влада није успела да се избори са раширеним штрајковима у зими незадовољства.
- 1989 — У Београду проглашени амандмани на Устав Србије, којим је покрајинама одузета могућност вета на уставне промене у Србији и део законодавне, управне и судске функциј (овај дан се од 1990. до 2001. славио као Дан државности Србије)
- 1992 — Након састанка са америчким амбасадором у Југославији Вореном Цимерманом у Сарајеву, Изетбеговић је повукао свој потпис са споразума о прихватању Карингтон-Кутиљеровог плана.
- 2001 — У Демократску Републику Конго стигао први контингент „плавих шлемова“ са задатком да ојача присуство УН у тој земљи после грађанског рата.
- 2003 —
  - На Фрушкој гори нађено тело бившег председника Председништва Србије Ивана Стамболића, отетог 25. августа 2000. Полиција ухапсила четири припадника распуштене Јединице за специјалне операције МУП-а Србије осумњичених за то убиство.
  - Са острва Танегашима Јапан лансирао своје прве шпијунске сателите у свемир, који ће тој земљи омогућити независност у прикупљању података, укључујући кретање севернокорејске војске. Јапан се раније ослањао на обавештајну службу САД.

## Рођења
- 1824 — Бранко Радичевић, српски песник. (прем. 1853)[2]
- 1868 — Максим Горки, руски писац. (прем. 1936)[3]
- 1895 — Игњат Јоб, српски сликар. (прем. 1936)[4]
- 1901 — Кристиан Крековић, југословенски сликар. (прем. 1985)[5]
- 1902 — Флора Робсон, енглеска глумица. (прем. 1984)[6]
- 1905 — Мирко Бањевић, црногорски и југословенски песник. (прем. 1968)[7]
- 1909 — Невенка Урбанова, српска глумица. (прем. 2007)[8]
- 1911 — Ели Финци, српски и југословенски књижевник, позоришни и књижевни критичар, есејистa и преводилац. (прем. 1980)[9]
- 1914 — Бохумил Храбал, чешки писац. (прем. 1997)[10]
- 1921 — Дирк Богард, енглески глумац и писац. (прем. 1999)[11]
- 1925 — Инокентиј Смоктуновски, руски глумац. (прем. 1994)[12]
- 1926 — Властимир Радовановић, српски сценариста и редитељ. (прем. 2012)
- 1929 — Драган Лаковић, српски глумац. (прем. 1990)[13]
- 1929 — Предраг Лаковић, српски глумац. (прем. 1997)[14]
- 1930 — Џером Ајзак Фридман, амерички физичар, добитник Нобелове награде за физику (1990).[15]
- 1936 — Марио Варгас Љоса, перуански књижевник, новинар, есејиста и политичар, добитник Нобелове награде за књижевност (2010) (прем. 2025).[16]
- 1942 — Данијел Денет, амерички филозоф, писац и когнитивни научник. (прем. 2024)[17]
- 1942 — Џери Слоун, амерички кошаркаш и кошаркашки тренер. (прем. 2020)[18]
- 1944 — Рик Бари, амерички кошаркаш.[19]
- 1944 — Крунослав Кићо Слабинац, хрватски музичар. (прем. 2020)[20]
- 1954 — Гордана Лазаревић, српска певачица.[21]
- 1955 — Риба Макентајер, америчка музичарка, глумица и музичка продуценткиња.[22]
- 1962 — Дарко Русо, српски кошаркашки тренер.[23]
- 1962 — Горан Скробоња, српски писац, сценариста стрипова, преводилац, уредник и издавач.[24]
- 1965 — Срђан Тодоровић, српски глумац и музичар.[25]
- 1968 — Олег Новковић, српски редитељ и сценариста.[26]
- 1969 — Иван Готи, италијански бициклиста.[27]
- 1972 — Ник Фрост, енглески глумац, комичар, сценариста и продуцент.[28]
- 1974 — Јонас Ериксон, шведски фудбалски судија.[29]
- 1980 — Сесил Корбел, француска музичарка.[30]
- 1981 — Јелена Јевремовић, српска певачица.[31]
- 1981 — Џулија Стајлс, америчка глумица.[32]
- 1981 — Славко Стефановић, српски кошаркаш.[33]
- 1982 — Оксана Мењкова, белоруска атлетичарка, специјалиста за бацање кладива[34]
- 1984 — Менсур Мујџа, босанскохерцеговачки фудбалер.[35]
- 1985 — Станислас Вавринка, швајцарски тенисер.[36]
- 1986 — Лејди Гага, америчка музичарка и глумица.[37]
- 1986 — Никола Петковић, српски фудбалер.[38]
- 1986 — Барбора Стрицова, чешка тенисерка.[39]
- 1987 — Кегни Лин Картер, америчка порнографска глумица. (прем. 2024)[40]
- 1993 — Матија Настасић, српски фудбалер.[41]
- 1995 — Џастин Џексон, амерички кошаркаш.[42]
- 1996 — Бенжамен Павар, француски фудбалер.[43]

## Смрти
- 193 — Пертинакс, римски цар (рођ. 126)[44]
- 1811 — Доситеј Обрадовић, српски просветитељ, писац, филозоф и педагог (рођ. 1742)[45]
- 1881 — Модест Мусоргски, руски музичар. (рођ. 1839)[46]
- 1941 — Вирџинија Вулф, енглеска књижевница. (рођ. 1882)[47]
- 1943 — Сергеј Рахмањинов, руски композитор и пијаниста (рођ. 1873)[48]
- 1969 — Двајт Дејвид Ајзенхауер, амерички генерал и државник (рођ. 1890)[49]
- 1980 — Милан Ајваз, позоришни, филмски и ТВ глумац. (рођ. 1897)[50][51]
- 1985 — Марк Шагал, француски сликар руско-јеврејског порекла (рођ. 1887)[52]
- 1994 — Ежен Јонеско, француски драмски писац румунског порекла  (рођ. 1909)[53]
- 2002 — Били Вајлдер, холивудски режисер и сценариста. (рођ. 1906)
- 2004 — Питер Јустинов, британски глумац, сценариста, писац, режисер и продуцент. (рођ. 1921)[54]
- 2009 — Ранко Мунитић, филмски критичар и теоретичар. (рођ. 1943)[55]

## Празници и дани сећања
- Српска православна црква слави:
  - Светог мученика Агапија и седморицу са њим
  - Светог мученика Александра
  - Светог мученика Никандра Мисирца